# Um Hong-gil
Um Hong-gil (* 14. September 1960) ist ein südkoreanischer Bergsteiger. Er ist der zweite Südkoreaner und der neunte Bergsteiger überhaupt, dem die Besteigung aller Achttausender gelang. Den Mount Everest bestieg er drei Mal.
2015 erschien der Film The Himalayas von Regisseur Lee Seok-hoon, der auf Ums Leben basiert, mit Hwang Jung-min in der Hauptrolle. Der
Film hatte in Südkorea über 7,8 Millionen Kinobesucher und setzte sich erfolgreich gegen den zeitgleich angelaufenen Film Star Wars – The Force Awakens durch.

## Achttausender-Chronologie
- 26. September 1988: Mount Everest (unter Zuhilfenahme von Flaschensauerstoff)[1]
- 10. September 1993: Cho Oyu[2]
- 8. Mai 1995: Makalu[3]
- 12. Juli 1995: Broad Peak[4]
- 2. Oktober 1995: Lhotse[3]
- 1. Mai 1996: Dhaulagiri[3]
- 27. September 1996: Manaslu[3]
- 9. Juli 1997: Hidden Peak[5]
- 16. Juli 1997: Gasherbrum II[6]
- 29. April 1999: Annapurna[3]
- 12. Juli 1999: Nanga Parbat[7]
- 19. Mai 2000: Kangchendzönga (unter Zuhilfenahme von Flaschensauerstoff)[8]
- 31. Juli 2000: K2 (unter Zuhilfenahme von Flaschensauerstoff)[9]
- 21. September 2001: Shishapangma[10]
- 16. Mai 2002: Mount Everest[1]
- 21. Mai 2003: Mount Everest[1]